# Hermann Richarz
Hermann Richarz (* 30. Januar 1907 in Köln-Poll; † 15. Juli 1985 in Troisdorf) war ein katholischer Priester des Erzbistums Köln, Seelsorger und ein entschiedener Gegner des Nationalsozialismus.

## Leben
Nach Abitur und Studium wurde Richarz 1933 in Köln zum Priester geweiht. Anschließend war er als Kaplan in Solingen-Krahenhöhe (St. Joseph) tätig. In der Jugendarbeit war er bestrebt, die Kinder und Jugendlichen gegen den Nationalsozialismus zu erziehen und sie gegen die Propagandatätigkeit der NSDAP zu immunisieren. Daraufhin wurde zwischen 1933 und 1935 mehrfach gegen Richarz Anzeige wegen zersetzender und staatsfeindlicher Betätigung erstattet. Ermittlungen und Verhöre durch die Gestapo führten am 7. Februar 1935 zu einem Unterrichtsverbot des Regierungspräsidenten in Düsseldorf. Richarz hatte in den von ihm geleiteten Glaubensstunden und bei sonntäglichen Zusammenkünften von Jugendlichen fortgesetzt gegen die Polizeiverordnung über konfessionelle Jugendverbände vom 23. September 1935 verstoßen. Wie aus Berichten der Staatspolizei hervorging, nahm Richarz diese Zusammenkünfte zum Anlass, um gegen führende Persönlichkeiten des Regimes sowie gegen staatliche Maßnahmen Stellung zu nehmen.
Ab 1936 wirkte Richarz als Kaplan in St. Vinzenz in Düsseldorf.
Nachdem am 2. Oktober 1942 Richarz Wohnung durchsucht und Unterlagen beschlagnahmt worden waren, folgte am 3. Oktober ein Verhör. Am 17. November wurde er durch die Gestapo festgenommen und in Düsseldorf inhaftiert. Ihn wurden staatsfeindliche Äußerungen, Sammlungsvergehen und Hetzreden von der Kanzel vorgeworfen. Ferner sollte er Jugendliche angestiftet haben, dem HJ-Dienst fernzubleiben. Richarz beteiligte sich zudem an damals verbotenen seelsorgerischen Soldatenbetreuungen. Bemühungen des Pfarrers sowie der Antrag des Generalvikars vom 1. Dezember auf Haftentlassung blieben ohne Erfolg. Am 22. Dezember wurde Richarz in das  Konzentrationslager Dachau eingeliefert. Aufgrund von Archivmaterial führte Hehl aus, dass an Richarz ein Exempel statuiert werden sollte. Bei der Verhaftung und Inhaftierung nahm das Regime selbst eine „starke Erregung“ in weiten Bevölkerungskreisen in Kauf. Der Gestapo wurde wegen der Verhaftung des „überaus beliebten Geistlichen“ vorgeworfen, den inneren Frieden und das Vertrauen zur Staatsführung gestört zu haben.
Im Konzentrationslager wurde Richarz im Pfarrerblock interniert. Dort leitete er die Gruppe Victor in vinculis („Sieger in Fesseln“), die als Kreis der Schönstätter um den ebenfalls internierten Gründer Josef Kentenich entstanden war. Zur Gruppe gehörte auch Karl Leisner, der als einziger im Konzentrationslager zum Priester geweiht wurde. Im Namen der Gruppe „Victor in Vinculis“ gratulierte Richarz zur Priesterweihe: „Das schönste und beste Geschenk aber geben wir Dir gern: unser Gebet und unser Opfer, unsere Verbundenheit mit Dir im Geiste der Mta, Victor in Vinculis Mariae. Maria ist Dir wahrhaft nachgegangen in die vincula [Fesseln] von Dachau und in die noch schlimmeren vincula Deiner Krankheit. Und mit ihrer Hilfe bist Du bis jetzt wahrhaft als Sieger hervorgegangen.“ Unter den Bedingungen des Konzentrationslager fertigte die von Richarz geleitete Priestergruppe eine Primizkarte mit Bild in sieben Exemplaren an. Das Primizbild zeigte mit Ketten gefesselte Hände, die sich nach oben strecken. Oben war eine Krone zu sehen und in der Mitte steht MTA, wobei das T durch ein Schwert dargestellt worden war. In einem Brief an Richarz bedankte sich Leisner aus dem Krankenblock am 22. Januar 1945 bei der Gruppe für den Beistand und das Mitfeiern der Priesterweihe: „So nach und nach verklingen die heiligen Ereignisse in der Seele. Darum komme ich jetzt erst zur schriftlichen Antwort . . . An P. K. [Pater Kentenich] und P. Fischer besonderen Dank für die feinen Mta-Horen, die mir große Freude machen.“
Aus dem Konzentrationslager wurde Richarz nach Befreiung durch die amerikanischen Streitkräfte am 29. März 1945 entlassen.
Nach Kriegsende wirkte Richarz zunächst als Pfarrer in Altenrath (Troisdorf). Dort setzte er sich für die rasche Einrichtung einer eigenständigen Dorfschule ein. 1958 wurde er Pfarrer der aus der Altstadtpfarrei St. Hippolytus ausgegründeten Kirchengemeinde St. Gerhard in Troisdorf. An der Errichtung des neuen Kirchenbaus war er maßgeblich beteiligt. Nach seiner Pensionierung lebte und arbeitete er als Pfarrer in Ruhe in Troisdorf bis zu seinem Tod im Jahr 1985.

## Dokumentarfilm
Richarz' Beteiligung am Widerstand gegen den Nationalsozialismus aus dem Umfeld des katholischen Milieus ist Thema eines Dokumentationsfilms der Landesanstalt für Medien in Nordrhein-Westfalen. Die dort dokumentierten Gespräche mit ehemaligen Gemeindemitgliedern zeigen eine hohe Popularität des Kaplans in der Jugendarbeit.